# Српски геополитички образац
Српски геополитички образац је политиколошка и геополитичка студија др Миломира Степића, научног саветника Института за политичке студије, члана Одбора за проучавање Косова и Метохије и Одбора за проучавање становништва Српске академије наука и уметности, објављена 2019. године у Београду.

## Опис
Књига представља погледе др Миломира Степића, научног саветника Института за политичке студије, члана Одбора за проучавање Косова и Метохије и Одбора за проучавање становништва Српске академије наука и уметности, на питање геополитичког позиционирања Србије, али и српског народа на његовом ширем етничком простору, у светлу актуелних међународних кретања и промена односа снага у свету.

## Критике
Српски социолог и политиколог др Ненад Кецмановић, некадашњи ректор Сарајевског универзитета и члан Сената Републике Српске, позитивно је оценио ову књигу, а уједно је био и њен рецензент. Академик и макроекономиста проф. др Часлав Оцић се такође позитивно изјаснио о Степићевој књизи:
Српски геополитички образац – као и свако досадашње Степићево научно дело – квалитативни је искорак у развоју српске геополитичке и укупне друштвене науке. Порука ове књиге је да геополитички начин мишљења и деловања има прворазредни значај – за велике силе он је питање глобалне надмоћи, док је за малобројне народе размештене на малој, а атрактивној територији, питање опстанка. Аутор реафирмише значај простора у политици и тако географско-нихилистички „отклон клатна“, који је доминирао у постмодерном времену, враћа у равнотежни положај. Високи научни домети Степићевог рукописа Српски геополитички образац су неспорни, те ће он, као књига, бити „на ползу“ студентима, истраживачима геополитичких проблема, универзитетским наставницима, креаторима националне и државне стратегије…— академик проф. др Часлав Оцић
Позитивну оцену је дао и др Момчило Суботић, научни саветник у Институту за политичке студије и главни и одговорни уредник научног часописа Политичка ревија:
У књизи Српски геополитички образац аутор „Садржајно и аргументовано пише и о веку расрбљивања Балкана и његовим геополитичким последицама, као и о актуелном српском евроунијском интеграционом геополитичком парадоксу, јер моћне западне земље, и након „разби-распада“ СФРЈ, и даље инсистирају на српској националној, политичкој и државној дезинтеграцији и фрагментацији.— др Момчило Суботић
Књигу је позитивно оценио и генерал-мајор Радован Радиновић, некадашњи предавач на Војној академији у Београду.